# Сугдейская епархия

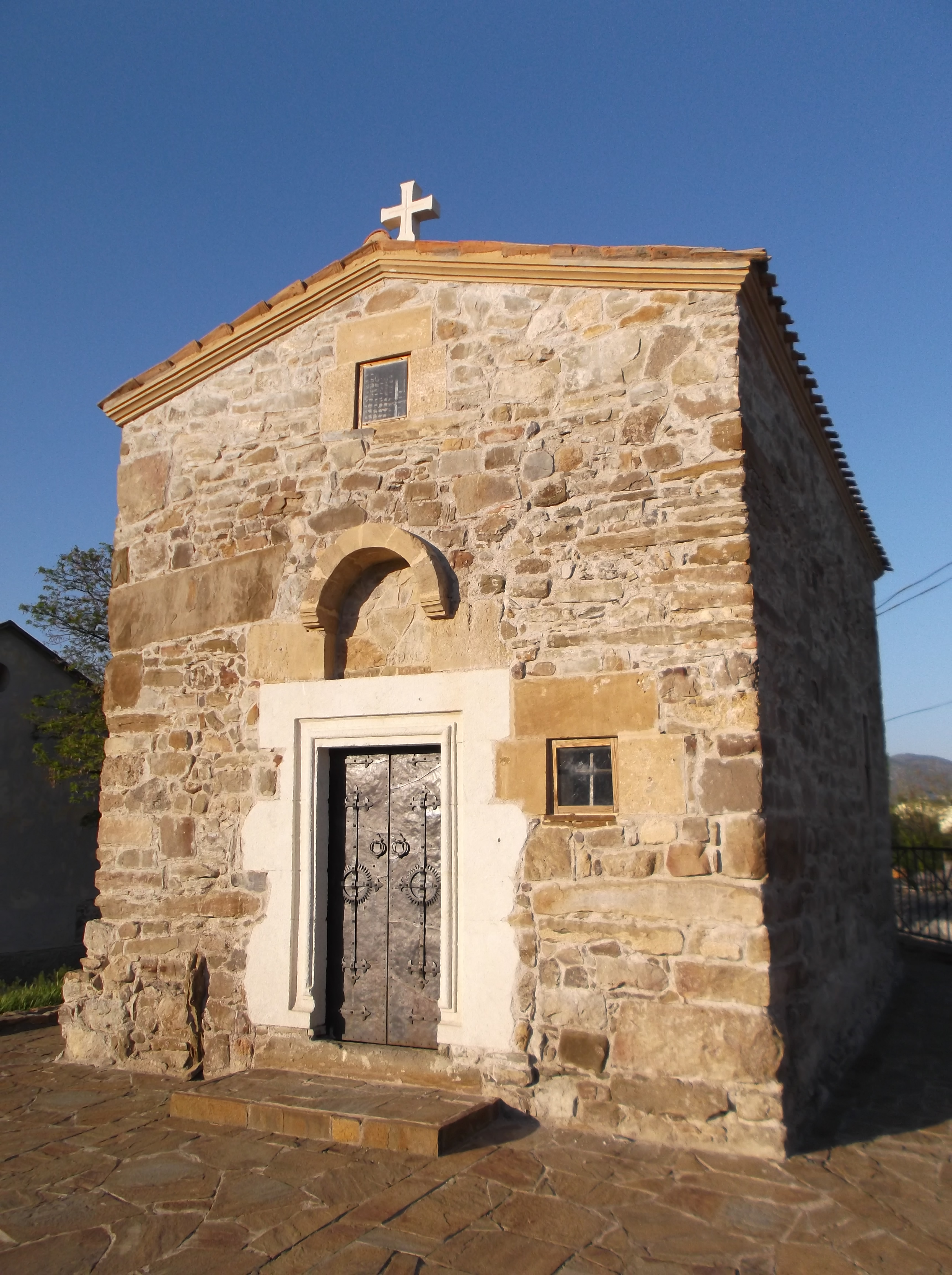
Церковь Параскевы. Судак. X—XII век.

Сугде́йская епа́рхия (Сурожская епархия) — древняя православная епархия Константинопольского Патриархата в Крыму с центром в городе Сугдея (Судак). Возникла в начале VIII века. Упразднена во второй половине XVI века.
Своё название город и епархия получили по имени народа сугдов, одного из зихских племён, пришедших в VIII веке из Синдики. По этой причине вся область, в которую входили и Херсон, и Пантикапея, именовалась епархией Зихии.

## Ранний период
Епархия в Сугдее была основана не позже начала — середины VIII века, при патриархе Германе (715—730 гг.). По меньшей мере, из жития преподобного Стефана Сурожского, ставшего в середине VIII века архиепископом Сугдеи, и поставленный, согласно его «Житию», патриархом Германом, следует, что до него на Сугдейской кафедре был один предшественник. Эту датировку подтверждают и находки епископских печатей.
Итак, в VIII веке уже существовала автокефальная архиепископия в Сугдее. Однако в нотициях (лат. Notitiae episcopatuum) она появляется значительно позже. Упоминается в нотиции времени патриарха Николая Мистика и императора Льва Мудрого начала X века на 47 месте после архиепископии Боспора, а также в нотиции Де-Бора, датировка которой концом VIII подвергается сомнению. Здесь она на 30-м месте. В нотициях VIII—IX века она отсутствует. Однако под актами VII Вселенского Собора (787 год) стоят подписи архиепископа Сугдеи Стефана (святого Стефана Сурожского).
Сугдейский синаксарь содержит сведения об обновлении кафедрального храма города — базилики Святой Софии в 6301 (793) году.
Около 1156 года к Сугдейской епархии была присоединена Фулльская. Объединённая епархия стала называться Сугдейской и Фулльской.
В 1262 г. Сугдея была завоёвана монголо-татарами, однако многие из захватчиков крестились.

## Митрополия Сугдеи и Фулл
Митрополия в Сугдеи была учреждена не позднее 1275 года. Первый митрополит Сугдейский и Фулльский Феодор был рукоположен патриархом Иоанном Веком, проводником униальной политики императора Михаила Палеолога. В 1280 году Феодор участвует в заседании синода в Константинополе. Именно для Феодора Сугдейского патриарх пишет три статьи в защиту Лионской унии. Из них мы узнаём, что в Сугдеи «схизматиков» больше, чем в других местах ойкумены. Умер Феодор ранее 1282 года.
В 1317/1318 год — споры с готским митрополитом о ряде приходов.
Споры о приходах епархий Готии и Сугдеи с митрополитом Херсона продолжались последние два десятилетия XIV века при митрополите Феоктисте, который умер до 1400 года.
В конце XIV века Сугдея подпала под власть генуэзцев, что со временем привело к упадку города, уступившего место расцветшему центру генуэзских владений Кафе. В 1475 году город был захвачен и разорён турками-османами. Последний митрополит упоминается в 1484 году. Большинство приходов епархии были разделены между Готской и Кафской митрополиями. В 1566 году оставшимися приходами управлял патриарший экзарх, присланный из Кафы. Епархия была упразднена после 1578 года, оставшиеся приходы разделены между Готской и Кафской епархиями.